# Coupe du Portugal de football 1995-1996
Navigation
1994-1995 1996-1997

La Coupe du Portugal de football 1995-1996 est la 56e édition de la Coupe du Portugal de football, considéré comme le deuxième trophée national le plus important derrière le championnat. 
La finale est jouée le 18 mai 1996, à l'Estádio Nacional do Jamor, entre le Benfica Lisbonne et le Sporting Clube de Portugal. Benfica remporte son vingt-troisième trophée en battant le Sporting CP 3 à 1. Benfica se qualifie pour la Coupe d'Europe des vainqueurs de coupe de football 1996-1997.

## Finale
| 18 mai 1996 | Benfica Lisbonne | 3 - 1   | Sporting Clube de Portugal | Estádio Nacional do Jamor |                           |
|             |                  | (2 - 0) |                            | Arbitrage : Vítor Pereira | Arbitrage : Vítor Pereira |
|             | Feuille de match |         |                            | Arbitrage : Vítor Pereira | Arbitrage : Vítor Pereira |